# Behind the Bridge to Elephunk
Behind the Bridge to Elephunk — первое официальное DVD, выпущенное хип-хоп группой Black Eyed Peas 14 сентября 2004 года. Название происходит от сочетания названий первых трёх альбомов Black Eyed Peas.

## DVD информация
Видео на песню «Boogie That Be» было записано до альбомной записи песни и до прихода Fergie в группу, поэтому её нет в клипе.
DVD включает в себя Jukebox, благодаря которому играет музыку видео в случайном порядке нон-стоп.

## Список композиций
- Elephunk

1. «Let's Get It Started» (живое исполнение на музыкальном фестивале «Big Day Out»)
2. «Hey Mama»
3. «Shut Up»
4. «Where Is the Love?»

- Bridging the Gap

1. «BEP Empire»
2. «Weekends»
3. «Get Original»
4. «Request + Line»

- Behind the Front

1. «Fallin' Up»
2. «Joints & Jam»
3. «Karma»
4. «What It Is»
5. «Head Bobs»

### Дополнительные материалы
- Discover Hip-Hop
- Создание «Where Is the Love?»
- Создание «Shut Up»
- Создание «Hey Mama»
- «Shut Up» (живое исполнение на музыкальном фестивале «Big Day Out»)
- «The Boogie That Be» (клип)
- Фотогалерея